# Zingiber zerumbet
Espèce
Classification phylogénétique
Le zérumbet (Zingiber zerumbet ; syn. Zingiber aromaticum Valeton, (1918) ; Amomum zerumbet L.) est une plante herbacée du genre Zingiber de la famille des Zingiberaceae originaire d'Asie. 
Ses noms communs en français sont aussi l'amome sauvage et le gingembre shampooing. Il est connu au Cambodge sous le nom de phteu (ផ្ទឺ).
Sa vigoureuse tige feuillue peut atteindre 1,20 de haut. Son rhizome est utilisé en cuisine, comme épice ou en hors-d'œuvre. 
En médecine traditionnelle, particulièrement en Malaisie, l'extrait de rhizome est utilisé pour traiter plusieurs types d'affections (maladies inflammatoires et douloureuses, vers intestinaux et diarrhée).

## Description

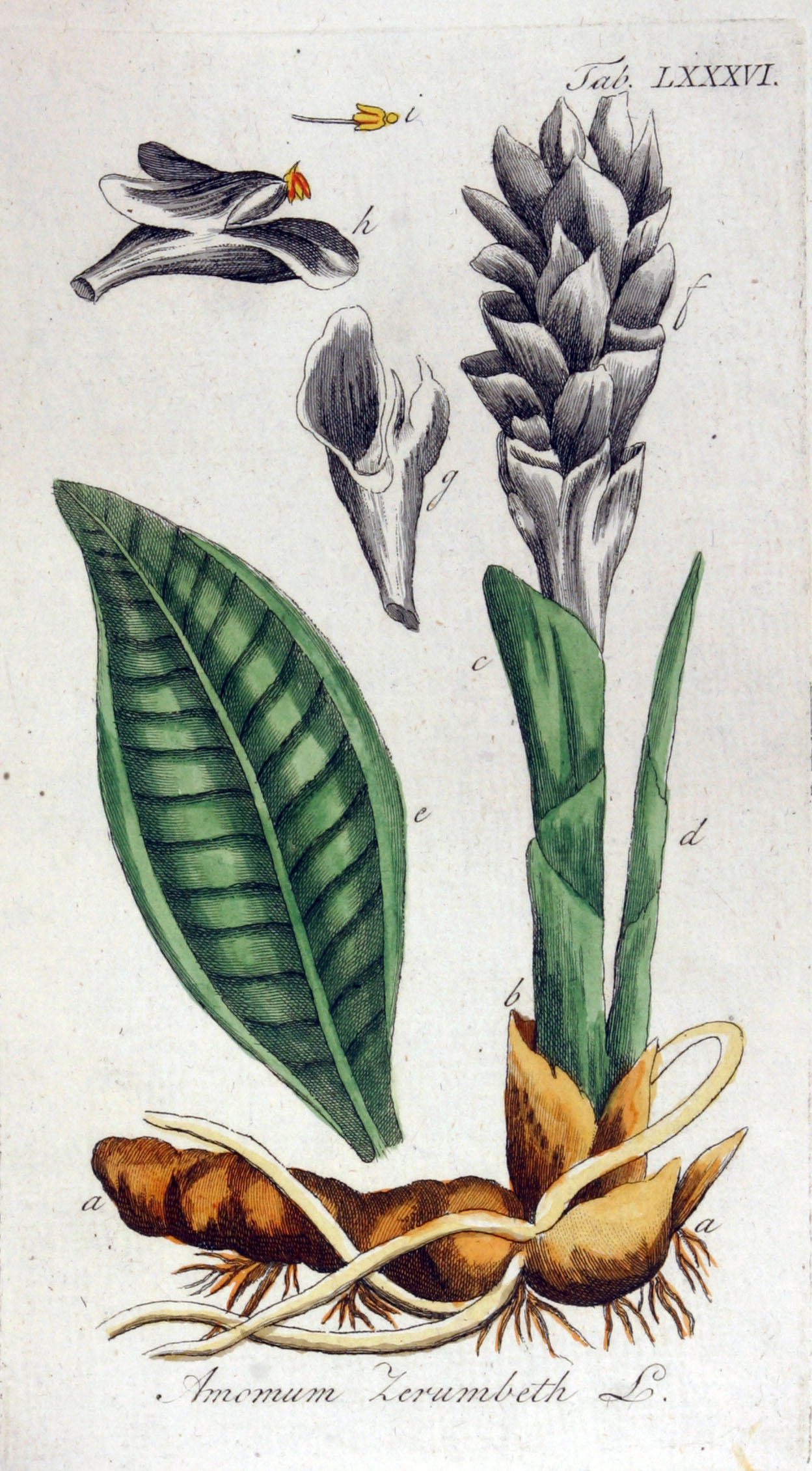

Autant les feuilles que les inflorescences coniques poussent à partir des rhizomes souterrains.
Les feuilles sont vertes et alternées.
Les gaines foliaires s'enroulent autour des tiges et les limbes ont une forme oblancéolée ou étroitement oblongue.
Les bractées florales sont vertes lorsque jeunes et tournent au rouge en vieillissant.
Les fleurs elles-mêmes émergent d'entre les bractées et sont discrètes, tri-pétalées et d'une couleur jaune pâle.
Les graines sont noires.
Utilisées en fleurs coupées qui durent longtemps, les inflorescences sont assez lourdes et détrempées car elles sont remplies d'un liquide clair, visqueux-savonneux, à odeur de gingembre que l'on peut obtenir par pressage.

## Synonymes, Sous Espèces et leurs synonymes
Selon World Checklist of Selected Plant Families (WCSP) (26 sept 2011) :
- Amomum sylvestre Lam., Encycl. 1: 134 (1783), nom. superfl.
- Amomum zerumbet L., Sp. Pl.: 1 (1753).
- Zingiber sylvestre Garsault, Fig. Pl. Méd.: t. 34b (1764), opus utique oppr.
- Zerumbet zingiber T.Lestib., Ann. Sci. Nat., Bot., II, 15: 329 (1841).

- Zingiber zerumbet subsp. cochinchinense (Gagnep.) Triboun & K.Larsen , 2007
  - Zingiber cochinchinense Gagnep. , 1907

- Zingiber zerumbet subsp. zerumbet
  - Zingiber amaricans Blume , (1827)
  - Zingiber aromaticum Valeton, 1918
  - Zingiber darceyi H.J.Veitch, (1890)
  - Zingiber littorale (Valeton) Valeton, (1918)
  - Zingiber ovoideum Blume, (1827)
  - Zingiber spurium J.König (1783)
  - Zingiber truncatum Stokes, (1812)
  - Zingiber zerumbet var. littoralis Valeton, (1907)
  - Zingiber zerumbet var. magnum Elmer, (1919)
  - Zingiber zerumbet var. valenzuelae Oliveros & Cantoria, (1982), nom. inval.

## Usage
Le jus peut être utilisé pour étancher la soif lors de marches en forêt et peut être combiné avec du Jambosier rouge comme  repas.

## Usage Medicinal

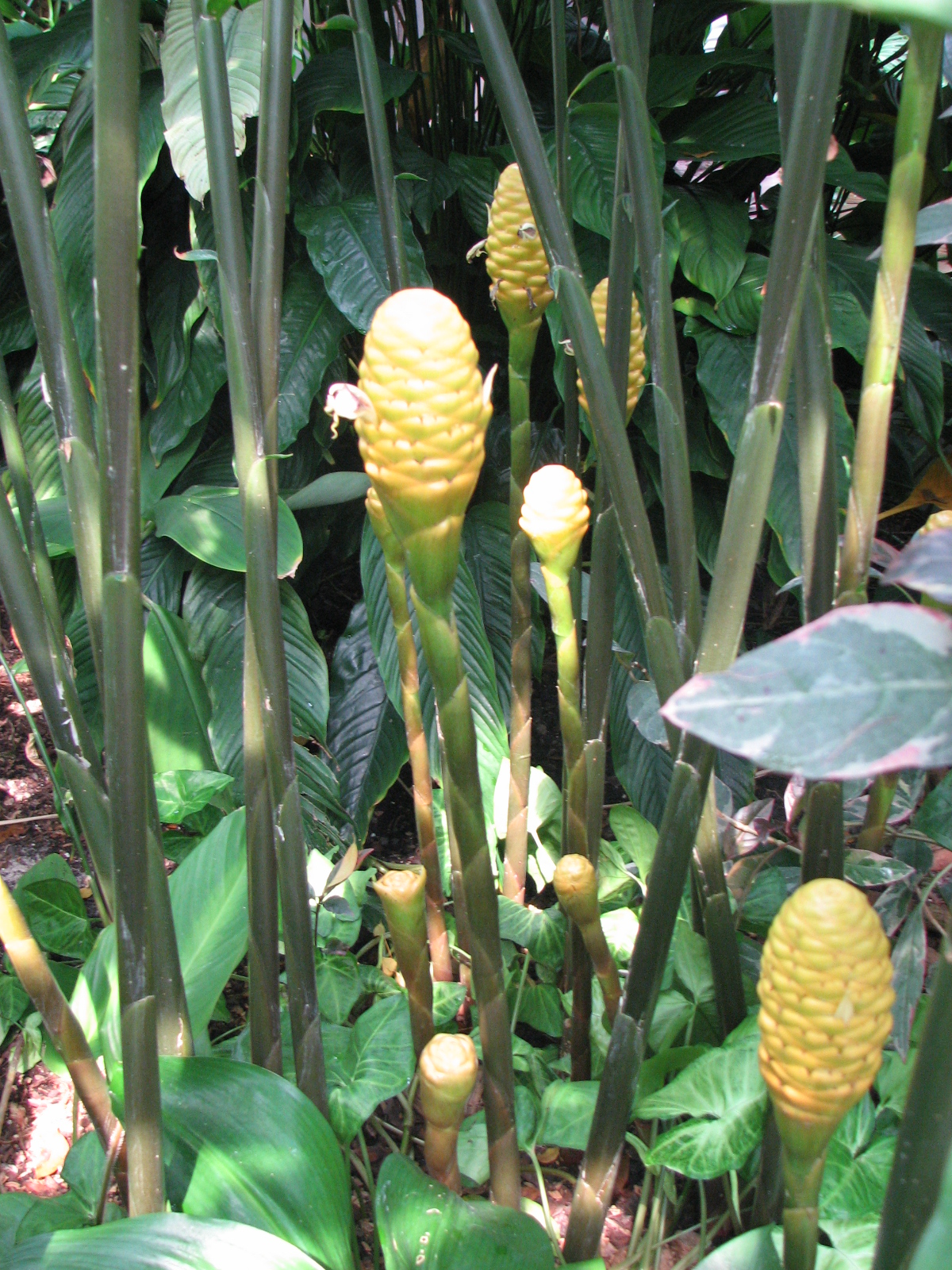
Specimen au Zoo de Caroline du Nord

- À Hawaii les rhizomes frais et épicés sont pilonnés et utilisés comme médicament contre l'indigestion et autres affections.

Les rhizomes peuvent être placés dans un endroit frais et sombre pour les garder en vue d'une utilisation ultérieure.
- Traditionnellement les rhizomes étaient moulus dans un mortier avec un pilon puis mélangés avec un fruit mûr de Noni afin de traiter les entorses graves. La pulpe était placée dans un linge et liée de façon lâche autour de la zone blessée.

- Pour un mal de dent ou une Carie, le rhizome cuit et attendri de "Zingiber zerumbet" était pressé et laissé le temps nécessaire à l'intérieur de la cavité.

- Afin de calmer une douleur stomacale, on buvait le jus extrait du rhizome moulu mélangé à de l'eau. De la même manière le rhizome de Gingembre (Zingiber officinale) est beaucoup cultivé et consommé, ou bien bu sous forme de thé afin de traiter l'indigestion ou pour augmenter la circulation sanguine et afin d'augmenter la sensation de bien-être.

- Lors d'une étude in vitro, on a trouvé qu'un extrait du Zingiber zerumbet smith, la "Zerumbone", pourrait induire l'apoptose, ou mort cellulaire programmée, dans les cellules cancéreuses du foie humain.  ( (Cancer Cell International, April 3, 2007).

## Mythologie
On dit que le Zingiber zerumbet serait une des multiples formes Kinolau de la déité de Hawaï, Kane

## Pratiques Indigènes
- Les feuilles et les pétioles, qui sont également odorants, sont utilisés dans les fours hawaïens pour améliorer les arômes de la viande de porc et des poissons lors de la cuisson.

- Traditionnellement les rhizomes étaient tranchés, séchés puis pilonnés pour en faire une poudre, puis mis entre les plis des vêtements, Kapa (Tapa).

- L'utilisation la plus commune du Zingiber zerumbet est en soin capillaire comme shampooing ou conditionneur.

Le jus clair et visqueux présent dans les sommités florales à maturité est excellent pour assouplir les cheveux et les rendre brillants.
Il peut être laissé sur les cheveux ou bien rincé. 
Les Hawaïennes ramassent souvent ces sommités florales dans la forêt lorsqu'elles vont vers des bassins ou des cascades pour prendre un bain rafraîchissant; elles laissent les fleurs sur un rocher proche, puis en pressent le jus sur leurs cheveux et leur corps après avoir fini de nager. 
- Le jus savonneux est excellent en massage également.